# Palol
Palol  est une ancienne commune et un hameau situé à Céret, dans le département français des Pyrénées-Orientales.

## Géographie

### Localisation
Palol se situe dans la partie sud-est de la commune de Céret, parmi sa partie la plus montagneuse.

### Communes limitrophes
|       | Céret    |            |
| Céret | Palol    | Maureillas |
|       | La Selve |            |

### Géologie et relief
Le relief de Palol comporte trois sommets, dont le point culminant est le pic del Bolaric, d'une altitude de 1 031 mètres. On trouve également le puig d'en Galí (725 mètres) et le puig de Miralles (725 mètres), tous deux situés plus au nord du pic du Boularic. Entre le pic du Boularic et le puig de Miralles se situe le Coll de Miralles (710 mètres) par où passe la route en provenance du Coll de Fontfreda et en direction de La Selve.
Palol possédait jadis une mine de pyrites cubiques.

### Hydrographie
Palol est traversé par un torrent du sud vers le nord, le Còrrec del Palol. Celui-ci est un affluent du Tech sur sa rive droite et sur le territoire de la commune de Céret.
Le correc de Nogarède et son affluent le Solana d'en Blanc constituent la limite occidentale de la commune de Palol avec la commune de Céret.

### Voies de communication et transports

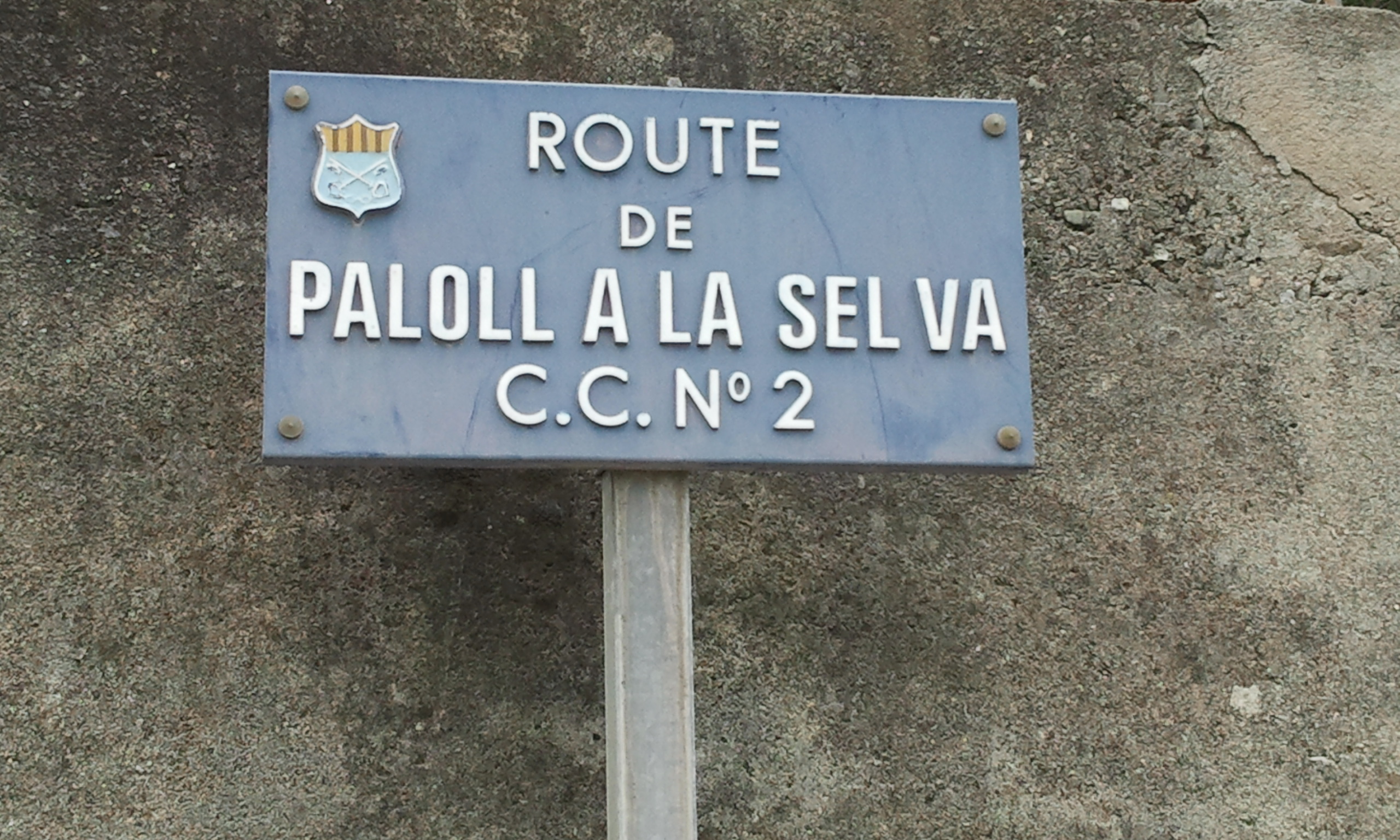
Panneau indiquant la route de Palol à La Selva.

Le lieu-dit se trouve sur la route de Palol à la Selva qui est la seule à relier le quartier résidentiel « Les Hauts de Céret » au reste de la commune.

## Toponymie
La première mention du nom date de 1277 (Palatiolo superiori et inferiori).
Le nom de Palol vient du radical pré-latin pal, désignant une hauteur, puis de palatiolium, pour une petite demeure seigneuriale fortifiée. Palatiolo a ensuite évolué en Palol.
En catalan, le nom du lieu est El Palol. Au Moyen Âge, un palol désigne, en catalan, une résidence fortifiée. On rencontre aussi l'orthographe Paloll. La carte Le Roussillon, subdivisé en Cerdagne, Capsir, Conflans, Vals de Carol et de Spir ou se trouve encore le Lampourdan, faisant partie de la Catalogne mise à jour en 1706 par Nicolas de Fer, mentionne le lieu sous le nom Pallau.
Le territoire de Palol, aujourd'hui partie intégrante de Céret, ne doit pas être confondu avec celui d'El Palau, également à Céret mais situé sur la rive nord du Tech. L'étymologie est identique, El Palau correspondant sans doute au Palatiolo inferiori et El Palol au Palatiolo superiori.

## Histoire
Dans la première moitié du XIVe siècle, Palol est un fief dépendant de Bérenger II de Saint-Jean, seigneur de Saint-Jean-Pla-de-Corts. En 1344, celui-ci se retrouve indirectement impliqué dans le meurtre de deux habitants du Boulou, Jacques Llaurador et Pierre Rabasso. Un compromis est trouvé le 8 juillet 1345 avec l'accord de la reine Marie d'Aragon, épouse de Pierre IV. Parmi les mesures compensatoires, Bérenger II décide de faire don de la dîme de Palol, de la paroisse de Céret, à l'église Sainte-Marie du Boulou afin de financer deux bénéfices ecclésiastiques dont les titulaires devront prier à perpétuité pour les âmes des deux victimes.
En 1396, un capbreu établit la liste des biens possédés par le seigneur de Palol, Pierre de Calhar.
Palol devient commune en 1790. Durant la période des Cent-Jours, le maire de Palol Joseph Oliver est maintenu en place et prête serment à l'Empereur le 29 juin 1815. À la suite de la Seconde Restauration, il est confirmé par la préfecture en tant que maire et jure obéissance au roi une première fois le 10 septembre 1815, puis encore au roi et à la charte constitutionnelle le 17 juillet 1816. Céret absorbe la commune de Palol le 3 juillet 1823,.

## Politique et administration

### Canton
La commune de Palol est intégrée dans le canton de Céret dès sa création en 1790 et demeure au sein du même canton lorsqu'elle est rattachée à la commune de Céret en 1823.

### Liste des maires

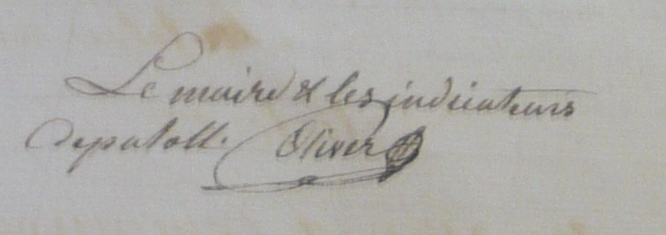
Signature du maire de Palol, Joseph Oliver

| Période    | Période | Identité               | Étiquette | Qualité |
| ---------- | ------- | ---------------------- | --------- | ------- |
| 18** ?     | 18** ?  | Joseph Marill (1782-?) |           |         |
|            |         |                        |           |         |
| avant 1815 | 1823    | Joseph Oliver,         |           |         |

## Démographie
La population est exprimée en nombre de feux (f) ou d'habitants (H).
| 1365 | 1378 | 1470 | 1515 | 1553 | 1709 | 1720 | 1730 | 1755 |
| ---- | ---- | ---- | ---- | ---- | ---- | ---- | ---- | ---- |
| 8 f  | 10 f | 6 f  | 7 f  | 5 f  | 9 f  | 11 f | 12 f | 20 f |

| 1767 | 1789 | 1794 | 1795 | 1796 | 1800 | 1804  | 1806 | 1820 |
| ---- | ---- | ---- | ---- | ---- | ---- | ----- | ---- | ---- |
| 50 H | 16 f | 41 H | 42 H | 51 H | 80 H | 101 H | 84 H | 89 H |

Note : À partir de 1826, les habitants de Palol sont recensés avec ceux de Céret.